# مثلية جنسية
المثلية الجنسية (بالإنجليزية: Homosexuality) هي توجه جنسي يتسم بالانجذاب الشعوري، أو الرومنسي، أو الجنسي بين أشخاص من نفس الجنس. تُعَد المثلية هُويَّة يشعر بها الإنسان بناءً على هذه الميول والتصرُّفات المصاحبة لها، إضافة إلى الشعور بأنه جزء من جماعة تشاركه هذه الميول. الذكر ذو الميول المثلية يلقب بـ «مثليّ» أو «مثليّ الجنس»، أو بالمصطلح التراثي «لوطي». في حين الأنثى ذات الميول الجنسية المثلية تُلقب بـ «مثلية الجنس» أو "سِحاقية".
المثلية، إضافة إلى المغايرة وازدواجية الميول الجنسية هي التصنيفات الرئيسة الثلاث للميول الجنسية عند البشر. فالذي ينجذب للجنس الآخر يلقَّب «مغايرًا» أو بالمصطلح غير الحيادي «سويًّا». والذي ينجذب للجنسين يُدعى مزدوج الميول الجنسية. وكانت تُعد المثلية الجنسية مرضًا نفسيًّا عند جمعية علم النفس الأمريكية، لكن أُزيلت من قائمة الأمراض بعد تظاهر النشطاء المثليين والمثليات، الذين يعتقدون أن النظريات النفسية هي مُسهم رئيس في الوصمة الاجتماعية المناهضة للمثليين جنسيًّا، وعطَّلوا الاجتماعات السنوية لجمعية علم النفس الأمريكية لعام 1970 و1971.
التعريف العام للمثلي جنسيًّا: هو الذي ينجذب انجذابًا أساسيًّا إلى أشخاص يماثلونه في نوع جنسه، وقد ينجذب انجذابًا أقلَّ أو معدومًا إلى الجنس الآخر. وليس من الضروري أن يعبِّر الشخص عن ميوله الجنسية بممارسة الجنس فعليًّا. ويصعب على الباحثين تحديد نسبة الأشخاص المثليين الذين قاموا بممارسات جنسية مثلية، وذلك لأسباب عديدة. وفقًا لأكبر الدراسات في العالم الغربي، فإن الأفراد الذين مارسوا نشاطًا جنسيًّا مع أشخاص من نفس الجنس في حياتهم تتراوح نسبتهم بين 2% إلى 10%. ويقيم العديد من المثليين عَلاقات مثلية ملتزمة، وهذه العَلاقات تماثل العَلاقات المغايرة في الجوانب النفسية الأساسية. وحديثًا سهَّلت الشروط السياسية واستمارات التعداد السكاني ظهور المثليين العلني وتعدادهم.
في العلم والطب لا يُعَد التوجه الجنسي اختيارًا، ولكن تفاعلًا معقدًا لعواملَ بيولوجية وبيئية. ومع وجود اعتقاد شائع بأنَّ السلوك المثلي هو شذوذ أو اختلال، أظهرت الأبحاث أنَّ المثلية الجنسية هي إحدى التنوعات الطبيعية في الميول الجنسية الإنسانية. وأنها بذاتها ليست مصدرًا للمؤثرات النفسية السلبية في الفرد المِثلي. ولقد لوحظ ووُثِّق السلوك الجنسي المثلي أيضًا لدى أنواع مختلفة من الحيَوانات.
لقد كثر ورود العَلاقات والممارسات المثلية تاريخيًّا في الأعمال الأدبية والفنية، في مختلِف الحضارات ومناطق العالم، ومنها في الأدب العربي. وعلى مرِّ التاريخ تراوحت المواقف من العَلاقات والنشاطات المثلية بين الإعجاب والتسامح، والاستنكار والإدانة، فالأمر يتعلق بالمعايير السائدة بالنسبة للعَلاقات الجنسية في مختلِف الثقافات والعصور. فالأديان الإبراهيمية، مثل اليهودية والمسيحية والإسلام، تُحرِّم عمومًا المثلية الجنسية أو السلوك الجنسي المثلي.
منذ منتصف القرن العشرين، بدأ رفعُ التجريم عن المثلية الجنسية تدريجيًّا، ولم تعُد تصنَّف مرضًا في معظم الدول المتقدِّمة ومعظم العالم الغربي. وقد ظهرت حركة عالمية منذ نهاية القرن التاسع عشر تهدِفُ إلى زيادة الاعتراف بالمثليين وظهورهم العلني والمساواة بحقوقهم الشرعية، ومنها حقوق الزواج، والتبني، والعمل، والخدمة العسكرية، والعناية الطبية، وسن تشريعات تكافح التنمُّر لتحميَ القاصرين المثليين. لكنَّ الأوضاع القانونية للعَلاقات المثلية تختلف كثيرًا بين الدول، فالزواج المثلي قانوني في بعض الدول، فيما في دول أخرى تُعد الممارسات المثلية جريمة يُعاقب عليها القانون، وقد تصل العقوبات إلى الإعدام.
هناك فرق بين المثليين جنسيًّا وبين الذين يشعرون بمغايرة الهوية الجنسية (ترانزجندر) وهم الذين يشعرون أنهم وُلدوا على الجنس الخطأ، وبين الذين يريدون تغيير جنسهم (ترانسكشوال). فالميول الجنسية هي التوجه الجنسي للشخص (مثلي، مزدوج، مغاير) في حين الهوية الجنسية أو الجندرية هي شعور الإنسان بانتمائه إلى جنس معين.

## مصطلحات
المثلية الجنسية، من المثل، تعني الانجذاب لأشخاص من جنس مماثل. ولذلك هي تدل على وجود عواطف أو ممارسات جنسية بين أفراد من نفس الجنس. وهي لا تعبر بالضرورة عن السلوك الجنسي للشخص، إذ هناك مثليون لا يمارسون الجنس مع أشخاص من نفس جنسهم، وبالمقابل هناك مغايرون يمارسون الجنس المثلي.
المصطلح «مثلية جنسية» هو ترجمة للمصطلح (homosexuality).‏ وهي كلمة مركبة من اليونانية واللاتينية، إذ الجزء «هومو» مشتق من الكلمة اليونانية هوموس (ὁμός)، والتي تعني «نفس» (ولا علاقة لها بهومو اللاتينية التي تعني «إنسان» أو «رجل»). أول استعمال للمصطلح في المطبوعات كان في منشور ألماني عام 1869، كتبه مستحدث المصطلح، الصحفي النمساوي-الهنغاري كارل ماريا كيرتبيني، وعرض فيه موقفه ضد البند 143 من القانون البروسي الذي يمنع الممارسات المثلية (وتم إرجاعه في البند 175 من القانون الجنائي الألماني). في عام 1879، استعمل غوستاف ياغر مصطلحات كيرتبيني في كتابه اكتشاف الروح. وفي عام 1886، استعمل ريتشارد فون كرافت إيبنج المصطلحين «هوموسكشوال» (مثلي الجنس) و«هتروسكشوال» (مغاير الجنس) في كتابه (Psychopathia Sexualis)، وربما كان قد استعارهما من ياغر. اشتهر كتاب كرافت إيبنج في وسط الأطباء وعامة الناس أيضاً لدرجة أن المصطلحين أصبحا مقبولين للإشارة إلى التوجهات الجنسية، وقد استبدلا المصطلحات الشائعة السابقة. فمثلاً خلال آواخر القرن التاسع عشر وأوائل القرن العشرين، كان يستعمل المصطلح «توجه جنسي عكسي»، وعلى الأخص من قبل علماء الجنس مثل هافلوك أليس.

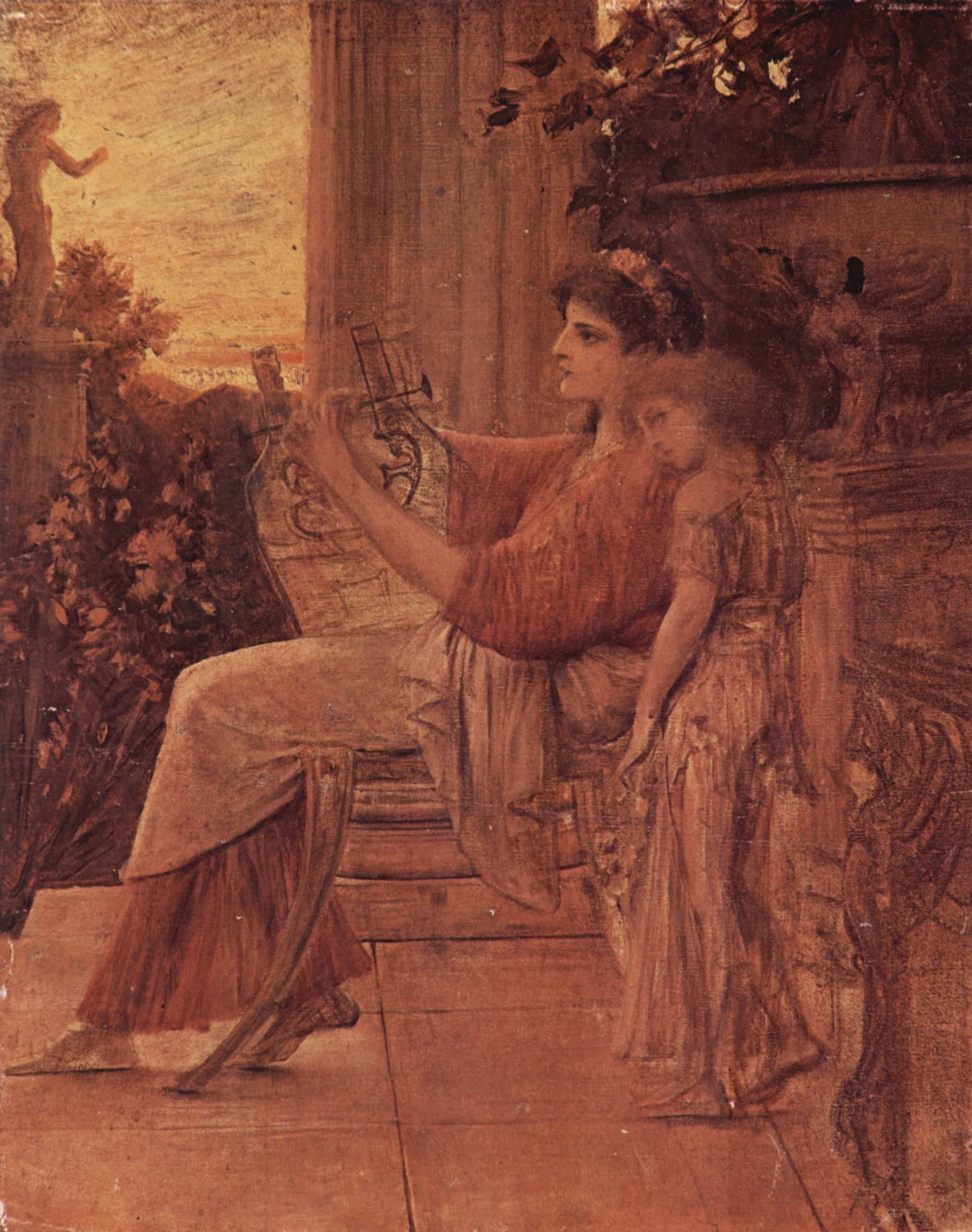
لوحة رسمها غوستاف كليمت للشاعرة اليونانية صافو التي عاشت في جزيرة لسبوس وكتبت قصائد حب للنساء.

رغم أن المثلية الجنسية تشير إلى التوجه الجنسي لدى كلا الرجال والنساء، إلا أن التوجه الجنسي المثلي بين النساء يشار إليه أيضاً بالسحاق، الكلمة المشتقة من السحق. كما أن الكثير من المصطلحات بلغات أخرى تشير إلى المثلية بين النساء بكلمات مشتقة من السحق والاحتكاك. وبالإنجليزية يشار إليها بالمصطلح (lesbiansim)، المشتق من اسم الجزيرة اليونانية لسبوس، حيث عاشت الشاعرة صافو، التي كتبت قصائد حب للنساء وعن علاقاتها العاطفية مع النساء. ولذلك يُستعمل أحياناً اللقب «صافيَّة» كمرادف للكلمة «سحاقية».
في العالم العربي، المصطلحات التي تُستعمل للإشارة إلى الانجذاب الجنسي المثلي أو الممارسات الجنسية المثلية تتضمن الشذوذ الجنسي واللواط، وهي غير مقبولة في الوسط العلمي. إذ المصطلح «شاذ» دارج الاستعمال للإشارة لذكر ميوله الجنسية مثلية، وفيه تلميح إلى أنَّ هذه الميول غير طبيعية أو منحرفة. أما اللواط فهو مصطلح مشتق من «لوط»، نسبةً إلى قصة قوم لوط في الإسلام والمسيحية واليهودية. وبشكل مشابه اشتق المصطلح «سدومية» من سدوم وعمورة.
باللغة الإنجليزية يستعمل المصطلح «الرجال الممارسون للجنس مع رجال» (men who have sex with men) في الوسط الطبي عند تناول النشاطات الجنسية. ويستعمل المصطلح «الشبق المثلي» (homoerotic) في سياق الأعمال الفنية. للإشارة لأشخاص ميولهم الجنسية مثلية تستعمل المصطلحات: «كوير» (queer)، «فاغوت» (faggot)، «هومو»، والأكثر شيوعاً «غاي» (gay)، ومعنى هذه الكلمة الأصلي هو «سعيد، مرح»، ولكن في القرن التاسع عشر في بريطانيا اتخذت الكلمة الدلالة «عاهرة، امرأة غير أخلاقية»، وبعد ذلك «مثلي جنسي شبيه بالنساء». واليوم، في الدول المتحدثة بالإنجليزية، يعتبر المصطلح «غاي» مصطلحاً حيادياً ويستعمل للإشارة لمثلي الجنس أو لمثلية الجنس، وتقريباً لم يعد يستعمل للدلالة على معانيه السابقة. الحروف الأولى من الكلمتين (lesbian) و (gay) وُحدت مع الحروف الأولى للكلمتين (bisexual) و (transgender) لاستحداث الاختصار إل جي بي تي (LGBT). هناك جمعيات تستعمل المصطلح «م.م.م.م» كاختصار للمثليين، المثليات، المزدوجين والمتحولين.
المصطلح المضاد للمثلية الجنسية هو المغايرة الجنسية، أي الانجذاب للجنس الآخر (المغاير). بالعربية يستعمل أيضاً المصطلح «سوي» كمضاد لمثلي. وبالإنجليزية يستعمل المصطلح «هتروسكشوال» والمصطلح «ستريت» (straight)، ومعناه الحرفي هو «سوي، مستقيم».

## تاريخ
إنَّ مواقف المجتمعات من المثلية الجنسية، السلوك المثلي، والعلاقات المثلية، قد تغيرت عبر الزمن واختلفت من مكان لآخر. إذ تراوحت بين التوقع من جميع الذكور إقامة علاقات مثلية، التقبل والتسامح، اعتبار السلوك خطيئة صغيرة أو كبيرة، كبت الظاهرة عن طريق سن القوانين والأعراف والأحكام الاجتماعية، والمعاقبة بالإعدام.
وفقاً للبحوث التاريخية والإثنوغرافية حول المجتمعات قبل الفترة الصناعية، إنَّ 41% من أصل 42 حضارة قد عارضت المثلية الجنسية بشدة، و21% من هذه الحضارات تقبلتها أو لم تعرها اهتماماً. من أصل 70 من الإثنوغرافيات، إنَّ 59% منها أقرت أن المثلية الجنسية منعدمة أو نادرة لديها، فيما 41% منها أقرت أنها كانت موجودة أو شائعة.
الثقافات التي تأثرت بالديانات الإبراهيمية، مالت قوانينها إلى اعتبار الميول أو الممارسات المثلية مخالفة للقوانين السماوية وجريمة بحق الطبيعة. إلا أنَّ إدانة الجنس الشرجي بين الذكور كان أمراً شائعاً في اليونان القديمة، واعتباره “غير طبيعي” يمكن أن يعود بتاريخه إلى أفلاطون.
الكثير من الشخصيات التاريخية توصف بأنها “مثلية” أو "مزدوجة الميول”، مثل سقراط، اللورد بايرون، إدوارد الثاني وهادريان. بعض العلماء مثل ميشيل فوكو يعتبرون ذلك مجازفة، إذ قد يؤدي الأمر لمفارقة تاريخية بسبب افتراض وجود بنية جنسانية كانت غريبة بالنسبة لهذه المجتمعات في ذاك الوقت. ولكن هناك آخرون لا يوافقون هذا الإدعاء.

### شرقي آسيا

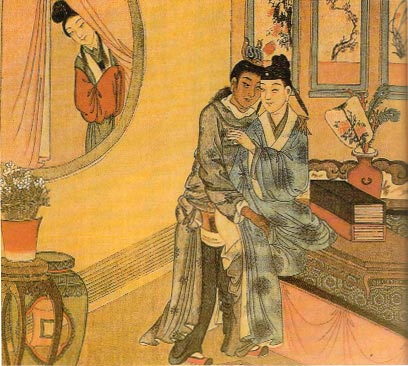
امرأة تتجسس على زوجين عاشقين من الذكور. الصين، مملكة تشينغ.

في شرق آسيا كان يتردد ورود الحب المثلي منذ أقدم ما سُجِّل من التاريخ.
ذُكرت المثلية الجنسية في العديد من أشهر الأعمال الأدبية الصينية. لكن الكونفوشية، وهي فلسفة صينية سياسية اجتماعية، لم تركز كثيراً على الجنسانية والميول الجنسية، سواء كانت مثلية أو مغايرة. كان الأدب المينغي يصور العلاقات المثلية بين الرجال على أنها ممتعة وانسجامية أكثر من العلاقات المغايرة.
إن معارضة المثلية الجنسية في الصين بدأت تظهر في فترة مملكة تانغ (618-907)، الأمر الذي نُسب إلى التأثير المتزايد للقيم المسيحية والإسلامية على المجتمع الصيني. إلا إن العداء نحو المثلية الجنسية لم يتأسس كلياً إلا بعد جهود التغريب التي حدثت في جمهورية الصين ومملكة تشينغ في أواخر فترة حكمها.
المثلية الجنسية في اليابان وُثقت لأكثر من ألف سنة، وكانت جزءاً مهماً من الحياة الرهبانية البوذية، وتقاليد الساموراي. إنَّ ثقافة الحب المثلي عززت من تقاليد التوثيق والتمجيد لمثل هذه العلاقات وظهورها في الفن الأدبي والتصويري.

### جنوب آسيا
ترد العلاقات المثلية في العديد من الملاحم الشعرية الهندية، بما فيها العلاقات المثلية بين الآلهة والإلهات. وهناك قصص عديدة تصور الحب بين أشخاص من نفس الجنس، خاصةً بين الملوك والملكات. الأرثاساسترا، الرسالة الهندية القديمة التي تتناول الإدارة العامة، تذكر العديد من الممارسات الجنسية التي يعاقب عليها سواء مورست مع رجل أو امرأة، لكن بأقل مستوى من الغرامات. الجنس المثلي لم يكن مقبولاً، لكنه اعتبر مخالفة بسيطة. الكاماسوترا، الرسالة التي تتناول الحب والسلوك الجنسي، تتناول أيضاً المشاعر العاطفية تجاه نفس الجنس.

### الشرق الأوسط
يدعي بعض العلماء ورود حالات من الحب المثلي أو السلوك المثلي في الأدب القديم، مثل ملحمة جلجامش والقصة التوراتية دافيد وجوناثان. إذ في ملحمة جلجامش، رأى البعض أنَّ العلاقة التي تربط بين البطل جلجامش والشخصية أنكيدو هي بطبيعتها مثلية.
في فارس، كان هناك تقبل للمثلية الجنسية، الشبق المثلي، وللتعبير عنهما في كثير من الأماكن العامة، مثل الأديرة، المعاهد، الحانات، المعسكرات، الحمامات العامة والمقاهي. وفي عصر الصفويين (1501-1723)، كانت بيوت الدعارة من الذكور معترف بها قانونياً وكانت تدفع الضرائب.
في المجتمع الآشوري القديم، كانت المثلية الجنسية شائعة، ولم تكن ممنوعة، وبعض النصوص الدينية الآشورية القديمة تتضمن صلوات وتبريكات إلهية على العلاقات المثلية. الكثير من الكهنة الآشوريين كانوا مثليين أو مغايري الهوية الجنسية.

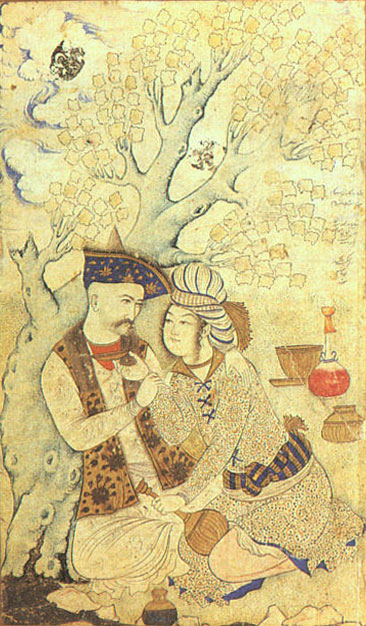
مصغر فارسي للشاه عباس واضعاً ذراعه حول كتفي ساقي شاب. رسمه محمد قاسم عام 1627.

في بعض الحضارات الإسلامية في الشرق الأوسط، كانت السلوكيات المثلية شائعة وغير مستترة إلا بشكل خفيف، رغم أنها كانت ممنوعة وترتبت عليها عقوبات الإعدام. الشبق المثلي كان موضوعاً يتكرر في الفن الأدبي الذي كتبه مسلمون منذ القرن الثامن عشر وحتى العصر الحديث، بحيث تضمن تعبيراً إيجابياً عن المشاعر المثلية والشبق المثلي وقصائد حب موجهة لصبيان. كان هذا النوع من الأدب مقبول بشكل واسع، ونافس الشعر الموجه للنساء. وقد بدأ باللغة العربية ومن ثم الفارسية والتركية والأردية. إن أشهر الشعراء من العصر العباسي كان أبو نواس، وكان يثني في قصائده كثيراً على الجمال الخنثوي. بعض العرب الذين كانوا يسافرون إلى أوروبا في منتصف القرن الثامن عشر، مثل رفاعة الطهطاوي، أبدوا تعجبهم من الفرنسيين الذين أحياناً كانوا يتعمدون الخطأ في ترجمة الشعر الغزلي عن الصبيان ليشير إلى صبايا، وذلك من أجل المحافظة على أعرافهم الاجتماعية.
من الأعمال الأدبية الأخرى التي تضمنت موضوع الشبق المثلي هي ألف ليلة وليلة، رباعيات الخيام، وبعض الكتب التعليمية الجنسية أيضاً، مثل الروض العاطر في نزهة الخاطر، الذي كتبه محمد بن محمد النفزاوي، إذ تناول فيه الجنس المثلي كجزء طبيعي من النشاطات الجنسية لدى الإنسان.
أما الأعمال التصويرية للشبق المثلي فقد كانت نادرة جداً. وما ظهر من هذا الفن كان معظمه من فارس، وبالتحديد الدولة الصفوية، في القرنين السادس والسابع عشر. ومنها المصغرات الفارسية، مثل رسم للشاه عباس مع صبي يرتدي عمامة، وإلى جانب المصغر كُتب بيت قصيدة باللغة الفارسية: «وعسى أن تجازيكم الحياة بكل ما تشتهون من ثلاث شفاه: شفة المحبوب وشفة الخمر وشفة الكأس». لتركيا العثمانية كان تاريخ غني لكن مستتر من الشبق الجنسي بين السنوات 1520 و1566. لكن لم يُكشف عن الرسومات التصويرية الشبقية المثلية إلا في القرن التاسع عشر في مخطوطة «خمس قصائد» للشاعر نيفي زاده عطائي.
في العصر الحديث، الحكومات التابعة لمعظم الدول في الشرق الأوسط تتجاهل أو تنكر وجود المثليين أو تقوم بتجريمهم. المثلية الجنسية غير قانونية في معظم الدول الإسلامية، وتترتب عليها عقوبة الإعدام في العديد منها. لكن من ناحية أخرى هناك دول ذات أكثرية مسلمة تضمن حقوق المثليين مثل ألبانيا وسيراليون وغينيا بيساو، كما أن المثلية الجنسية شرعية قانونياً في العراق، تركيا والبحرين.

### أوروبا

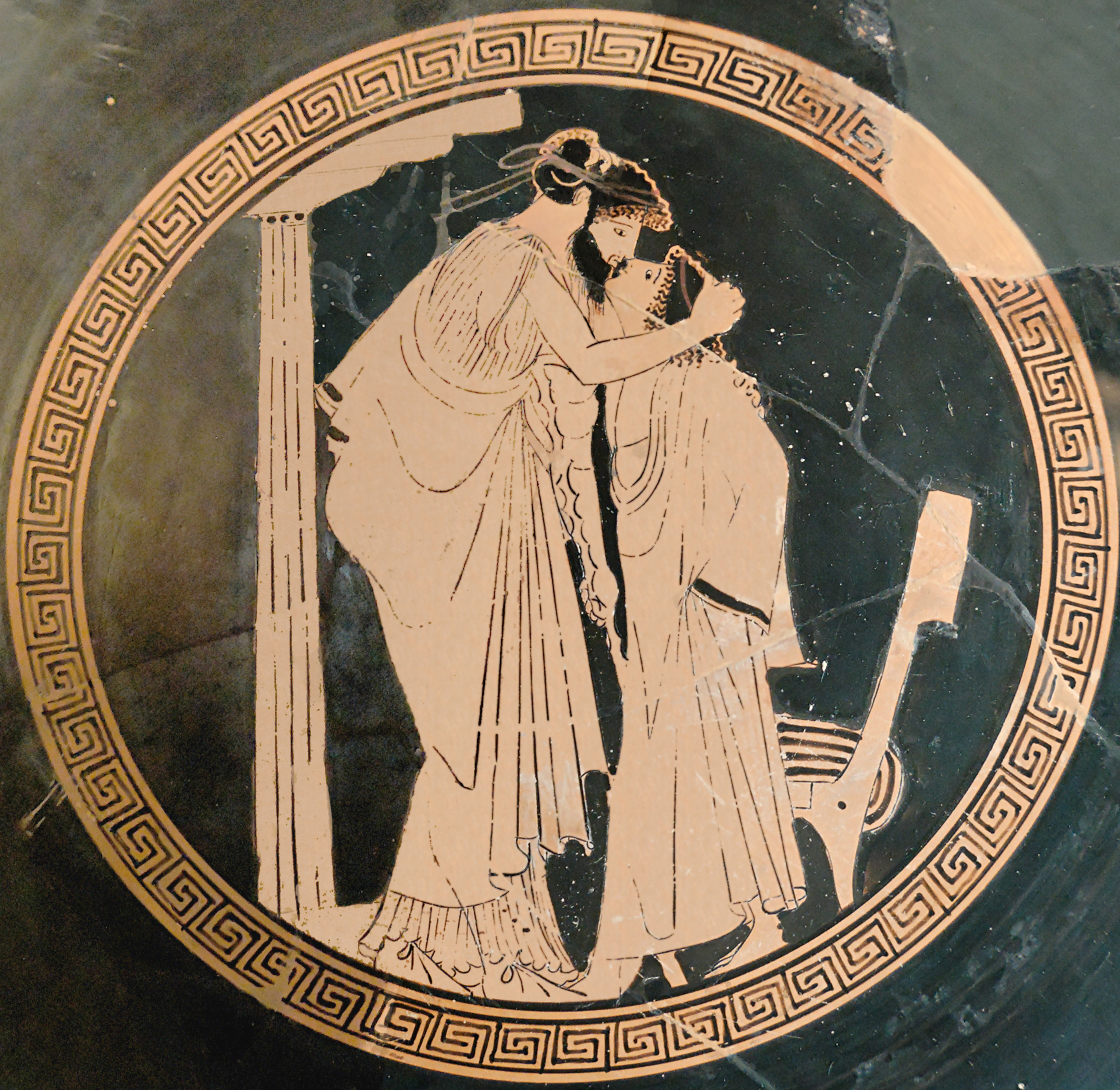
شريكان ذكران إراستس وإرومينوس يتبادلان القبل. عام 480 قبل الميلاد.

إنَّ أقدم الأعمال الأدبية والفنية الغربية التي تتناول العلاقات المثلية مستوحاة من العلاقات المثلية الغلمانية في اليونان القديمة في الفترة الكلاسيكية. هذه العلاقات كانت تتألف من رجل بالغ وشاب مراهق. وقد اعتُبرت قيمة لفوائدها التربوية وكوسيلة لضبط نمو المجتمع، لكن أحياناً كانوا ينسبون الفوضى والاضطرابات إليها. أفلاطون مدح فوائدها في كتاباته الأولى، ولكن في كتاباته الأخيرة اقترح منعها. تندر المعلومات عن المثلية بين الإناث في العصور القديمة. الشاعرة صافو، التي ولدت في جزيرة لسبوس، كان شعرها يتمحور حول الشغف بكلا الجنسين. والمصطلحين «ليزبيانيزم» و«الصافيَّة» اشتقا من اسمها واسم مسقط رأسها، وهما يدلان على المثلية الجنسية بين النساء.
وفي روما القديمة في الفترة الكلاسيكية، بقي الشاب الذكر محور الاهتمام الجنسي لدى الذكور. لكن العلاقات المثلية كانت بين الرجال البالغين الأحرار وبين عبيد أو شباب محررين اتخذوا دور «المتلقي» في الجنس. وكل الأباطرة كان لهم شركاء ذكور فيما عدا كلوديوس.
في عصر النهضة، اشتهرت المدن الغنية في جنوب إيطاليا (بالذات فلورنسا والبندقية) بالحب المثلي. بحيث كان الكثير من الذكور فيها يقيمون علاقات مثلية. ولكن كانت السلطات تعدم وتعاقب وتسجن نسبة كبيرة منهم. منذ النصف الثاني من القرن الثالث عشر، كانت العقوبة للممارسات المثلية بين الذكور هي الإعدام في معظم أوروبا.
في العصر الحديث بدأت تظهر أعمال أدبية تدافع عن المثلية الجنسية. ففي عام 1749، نُشر كتيب لتوماس كانون، وقد اعتُبِر أول دفاعٍ جدي ومتوسع عن المثلية الجنسية في اللغة الإنجليزية، ولكن تم كبته بعد فترة قصيرة من نشره. في عام 1785 كتب جيريمي بنثام دفاعاً آخر، لكنه لم ينشر إلا في عام 1978. وقد استمر تنفيذ عقوبات الإعدام لخرق قوانين اللواط حتى عام 1803 في هولندا، وحتى عام 1835 في إنجلترا.
بين الأعوام 1864 و1880 قام كارل هاينريش أولريكس بنشر رزمة من أوراق الدعاية التي أطلق عليها عنوان بحث في لغز الحب بين الذكور. وفي عام 1867 أصبح أول مثلي يدافع علناً عن المثلية الجنسية، حين نادى بقرار يحث على إلغاء القوانين ضد المثلية الجنسية في مؤتمر الحقوقيين الألمانيين في ميونخ. في عام 1896 نُشر كتاب التوجه الجنسي العكسي لهافلوك أليس، وفيه اعترض على النظريات التي تقول بأن المثلية الجنسية غير طبيعية، وتحدى الصور النمطية للمثليين، وشدد على كلية وجود المثلية، وأصرَّ على ارتباطها بالإنجازات الفكرية والفنية. ورغم أن عامة الناس عادةً لم يقرأوا هذه الكتب الطبية، إلا أنها أدت لقيام اللجنة العلمية الإنسانية التي أسسها ماغنوس هيرشفلد، والتي شنت حملة ضد قوانين اللواط في ألمانيا من العام 1897 وحتى العام 1933. وكذلك أدت لنشوء حركة غير رسمية بين المفكرين والكتاب البريطانيين، التي قادها أشخاص مثل إدوارد كاربنتر وجون أدينغتون سيموندز.

### إفريقيا

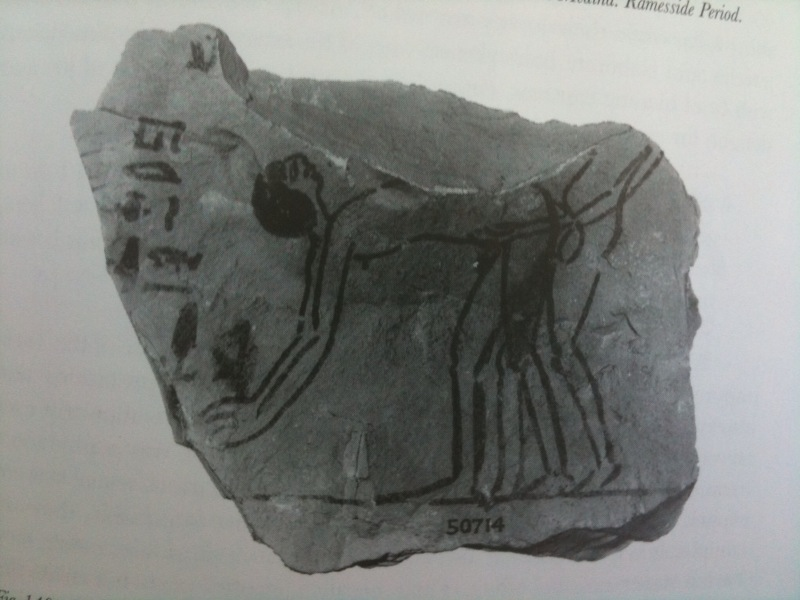
كسر صورة يعود تاريخها لحِقْبة حُكم رعامسة تصور رجلًا يمارس الجنس مع رجل آخر.

إنَّ أول شريكين مثليين وُثقا في التاريخ كانا خنوم حتب وني أنخ خنوم، ذكران مصريان قديمان عاشا في نحو عام 2400 قبل الميلاد. رُسم هذا الزوج في وضعية تقبيل، وهي أكثر الوضعيات حميمية في الفن المصري القديم. أقر المختصان بعلم الإنسان، ستيفن موراي وويل روسكو، أنَّ النساء في ليسوتو كن ينخرطن في علاقات مثلية طويلة الأمد، وكانت هذه العلاقات مقبولة اجتماعياً. بالإضافة لذلك، وثَّق ايفانز-بريتشارد أنَّ المحاربين الأزانديين في جمهورية الكونغو الديمقراطية الشمالية كانوا يوظفون مثليين ذكور تتراوح أعمارهم بين 12 إلى 20، حتى يكونوا أزواجاً لهم، وقد ساعدوا في الأعمال المنزلية ومارسوا التفخيذ معهم.

### الأمريكتان
قبل الاستعمار الأوروبي كان لدى الأمريكيين الأصليين نوع شائع من الجنسانية المثلية التي تمركزت حول ثنائية الروح. عادةً كان يُمَيَّز ثنائي الروح مبكراً في حياته، وإن قبل بالدور تتم تنشئته بطريقة ملائمة بحيث يتعلم قواعد الجنس الذي اختاره. أغلب ثنائيو الروح كانوا من الشامان، وكان يعتقد أن لهم قوى تفوق تلك التي لدى الشامان العاديون. وكانوا يقيمون علاقات مع أشخاص من كلا الجنسين.
فضلاً عن أنَّ ثنائي الروح الأنثى بيولوجياً كان يقيم علاقات جنسية مع الإناث فقط.
كانت المثلية ومغايرة الهوية الجنسية شائعة أيضاً في حضارات أخرى قبل الاستعمار الإسباني للأمريكتين في أمريكا اللاتينية، مثل الآزتك، المايا، الموشي، والزابوتيك وغيرها.
المحتلون الإسبان فوجئوا بالممارسات المثلية العلنية بين السكان الأصليين، وحاولوا منعها بفرض عقوبات شديدة، التي تضمنت الإعدام العلني، والحرق، والتمزيق قطعًا بواسطة الكلاب. والعديد من القبائل تأثرت بالهوموفوبيا الأوروبية. وهناك ادعاءات تقول بأن للآزتك والإنكا كانت قوانين تعاقب المثليين والمتحولين جنسياً. ولكن بعض الكتَّاب يعتقدون أن هذه مبالغة، أو نتيجة للتثاقف، وذلك لأن كل المستندات التي تدل على ذلك كانت بعد الاحتلال، وأي مستندات تعود لقبل الاحتلال تخلص منها الإسبان.

## التوجه الجنسي

### التوجه والسلوك والهوية
التوجه الجنسي هو الانجذاب الجنسي والحسِّي طويل الأمد، وقد يتضمن الأفكار، والتخيلات والعلاقات. يعبر الشخص عن توجهه الجنسي من خلال الممارسات الجنسية أو الرغبة فيها. العلاقات والارتباطات لا تقتصر على السلوك الجنسي، وقد تشتمل على اتصال حميمي غير جنسي، أهداف ومبادئ مشتركة، والدعم المتبادل والالتزام. الميول الجنسية تُصنف على أنها مثلية أو مغايرة وفقاً لجنس كل من الأطراف المشتركة فيها. وفقاً لسلم كينسي، تتراوح الميول الجنسية من المغايرة المطلقة (أي الدرجة 0) إلى المثلية المطلقة (الدرجة 6)، وما بينهما مثل ازدواجية الميول الجنسية. وقد أضيفت الدرجة "X" لتدل على اللاجنسية.
منذ منتصف القرن التاسع عشر وحتى بداية القرن العشرين كان الكُتاب والمُنظِّرون في موضوع التوجه المثلي يعتقدون أنَّ المثلية مرتبطة جوهرياً بجنس صاحب التوجه. على سبيل المثال، كان يُعتقد أن الأنثى التي تنجذب لإناث بالضرورة تتسم بصفات رجولية، والعكس بالعكس. ومن أصحاب هذا الرأي كان كارل هاينريش أولريكس وريتشارد فون كرافت إيبنج وماغنوس هيرشفلد وهافلوك أليس وكارل يونغ وسيغموند فرويد. ولكن دُحضت هذه الفكرة في تلك الفترة، وخلال المنتصف الثاني من القرن العشرين، بدأت الهوية الجندرية تظهر تدريجياً على أنها ظاهرة منفصلة عن التوجه الجنسي. فالهوية الجندرية هي اقتناع الشخص بانتمائه لأحد الجنسين، سواء كان بيولوجياً أو سلوكياً. مغايرو الهوية الجنسية قد ينجذبون للرجال أو النساء أو كلاهما. كون الشخص رجولياً، أنثوياً، أو زنمردي لا يتعلق بميوله الجنسية سواء كانت مثلية أو مغايرة أو مزدوجة. لكن هناك دراسات تشير إلى أنَّ معظم المثليين لم يكونوا ممتثلين لجنسهم في طفولتهم.

### الأسباب
ما من إجماع علمي على العامل الرئيسي الذي يحدد التوجهات الجنسية. وليس من المعروف إن كان التوجه الجنسي يتكون بنفس الشكل لدى النساء والرجال. حتى الآن اقتُرِح العديد من التفسيرات والأبحاث العلمية، وحظي البعض منها على الكثير من الدعم، لكن لم يتم اعتماد أي بحث أو تفسير حتى الآن. التفسيرات التي اقتُرِحت يمكن تصنيفها ضمن ثلاثة عوامل رئيسية، ألا وهي الجينية، البيولوجية أثناء نمو الجنين، والبيئية النفسية. ومن المحتمل أن التوجه الجنسي يتم تحديده بخليط من التأثيرات الجينية، الهرمونية والبيئية، وليس بعاملٍ واحدٍ فقط. ومن الممكن أنَّ الأسباب تختلف من شخص لآخر. في العقود الأخيرة أصبح المختصون يركزون أكثر على النظريات التي تقوم على الأسباب البيولوجية (أي الجينية أو الهرمونية أثناء النمو الجنيني).

#### عوامل جينية
وفقاً لدراسة أجريت عام 2008، هناك أدلة كثيرة تدعم تأثر التوجه الجنسي بالعوامل الجينية. لكن المثلية تُضعِف النجاح التناسلي، ولذلك وجودها في التجمعات بنسب عالية نسبياً يشكل لغزاً، إلا أن نتائج هذه الدراسة أوضحت أنَّ الجينات التي تُعَرِّض الشخص للمثلية الجنسية هي في الحقيقة مفيدة للمغايرين، وهذه الفائدة تعزز نجاحهم في التزاوج. تبعاً لدراسة أخرى أجريت عام 2009، الإناث ذوات الأقارب المثليين من ناحية الأم تكون خصوبتهن عالية، مما يزيد من نجاحهن التناسلي، وهكذا من المحتمل أن يرث «الجينات المثلية» بعض الأفراد في الأجيال اللاحقة.
هناك بحث يعترض على فكرة أنَّ السلوك المثلي في الحيوانات يُضْعِف نجاحهم التناسلي، وهناك العديد من النظريات التي تقول بأنه سلوك تكيفي، وهذه النظريات تختلف من نوع لآخر.
في دراسات استقصائية اتضح أنَّ التوأمان المتماثلان يتشابهان من حيث التوجه الجنسي أكثر من التوأمان المتغايران، بحيث أن كان أحد التوأمين مثلياً، فاحتمال أن يكون التوأم الآخر مثلياً أيضاً هو 32% إن كانا متماثلين، وفي حالة التوأمين المتغايرين الاحتمال هو 13%. هذه الدراسات تبين وجود تأثير جيني على التوجه الجنسي، ولكن ليس لدرجة تبرر النظر إليه كظاهرة جينية بحتة.
عام 2017، نشرت جمعية "Genome-Wide" للأبحاث الوراثية دراسة جديدة حول موضوع التوجه الجنسي للرجل حيث قامت بمقارنة الحمض النووي لما يقارب 1100 مثلي جنسي و1200 غيري جنسي من أوروبا، وقد أظهرت النتائج أن هنالك تعدد واختلاف في النيوكليوتيدات أو مناطق SNP الموجودة على مستوى الكروموسومات 13 و14 والتي تتحكم بنمو الخلايا العصبية، البقاء وتشكيل المشبك وهذا يدل على احتمال ارتباط التوجه الجنسي بالتكوين الجيني للإنسان.

#### عوامل هرمونية
وفقاً لبعض الأبحاث، الميول المثلية تتأثر بالبيئة الهرمونية التي ينمو بها الجنين. فالعوامل الهرمونية تؤثر على بنية الدماغ وغيرها من السمات. نشاط هرمون التستوستيرون هو ما يجعل دماغ الجنين ينمو ليصبح دماغاً ذكرياً، وقلة تأثير هذا الهرمون هو ما يجعله ينمو ليصبح أنثوياً. طبقاً لبحث أجري عام 2010، هذه هي الطريقة التي تُحدد بها الهوية الجنسية وكذلك التوجه الجنسي، إذ تتم برمجتهما في بنية دماغ الجنين وهو ما زال في الرحم. بالإضافة لذلك، أظهرت أبحاث الدماغ وجود اختلافات بين المثليين والمغايرين من حيث حجم بعض نويات الدماغ. أطوال العظام هي من السمات الأخرى التي تتأثر بهرمونات الجنس والتي يُعتقد أنها متعلقة بالمثلية، إذ تكون عظام الأذرع، الأيدي والأرجل أقصر لدى الرجال المثليين. ولكن ليس من الواضح إن كانت هذه السمات مُسببة للمثلية أو تعبيراً عنها (أي أنَّ علاقة السبب والنتيجة غير واضحة).

#### عوامل نفسية
الكثير من التفسيرات تنبع من رؤية التوجه المغاير كأمر طبيعي، والتعامل مع التوجه المثلي على أنه الاستثناء الذي يحتاج إلى تفسير. فهذا أدى بالباحثين لمحاولة إيجاد علاقة بين المثلية والتجارب الاستثنائية والصدمات في فترة الطفولة. ولكن ليس هناك أي دليل علمي يدعم أنَّ التنشئة غير الطبيعية، التحرش الجنسي، أو أي تجربة حياتية مؤذية أخرى قد تؤثر على التوجه الجنسي للشخص. إلا أنَّ المعلومات الحالية تشير إلى أنَّ التوجه الجنسي يتأسس في الطفولة. التقرير الذي نشره ألفريد كينسي عام 1948 يشير إلى أنَّ نسبة المثليين الذين عاشوا طفولة عادية تقارب نسبة المثليين ذوي الطفولة الصعبة، وقد أكدت على ذلك أبحاث أخرى أجريت فيما بعد عقب هذا التقرير. اقترح محللون نفسيون أن توجه الشخص الجنسي يتعلق بطبيعة علاقته مع أحد أبويه، ولكن هذه الفرضية لم تعتمد على التجارب. وقد اعتقد سيغموند فرويد أنَّ جميع البشر يولدون مزدوجي الميول، ولكن فيما بعد يصبحون أحاديي الميول نتيجة العوامل النفسية المؤثرة عليهم أثناء نموهم، مثل تفاعلهم مع آبائهم وبنية محيطهم الاجتماعية.

### الإفصاح عن الميول المثلية
الإفصاح أو الكشف أو الطلوع (بالإنجليزية: coming out) هو إفصاح الشخص عن ميوله الجنسية أو هويته الجنسية بعد مروره بسيرورة نفسية، والتي تتألف عمومًا من ثلاث مرحل. المرحلة الأولى هي الإدراك، إذ يدرك الشخص أن له ميولاً مثلية. المرحلة الثانية هي اتخاذ القرار بالكشف للآخرين عن هذه الميول. المرحلة الثالثة هي تقبل الشخص لميوله وعيش حياته كمثلي جِهاراً.
وفقاً لبعض متخصِّصي علم النفس، إنَّ تطوير المثليين ومزدوجي الميول لهويتهم الجنسية هي عملية معقدة وغالباً ما تكون صعبة، إذ بعكس أنواع الأقليات الأخرى (كالعرقية والدينية) هم لا ينشؤون في مجتمع يجدون فيه من يشابههم ويدعمهم، وفي بعض الحالات يعيشون في مجتمعات عدائية تجاه الميول المثلية أو جاهلة بها.

### التوزيع الجغرافي للتوجهات الجنسية

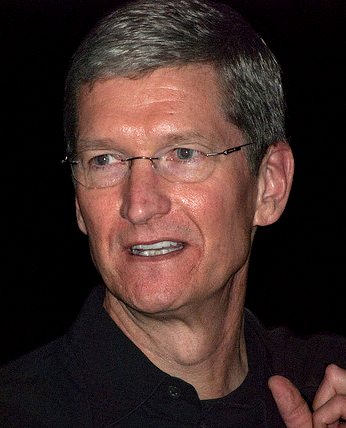
في أكتوبر من عام 2014، أصبح الرئيس التنفيذي لشركة أبل تيم كوك أولَ مدير تنفيذي لشركة على قائمة فورتشين 500 يعلن أنه مثلي.

التوزيع الجغرافي للتوجهات الجنسية يصعب القيام بها لعدة أسباب. إحدى الأسباب الرئيسية للفرق في النتائج الإحصائية المتعلقة بالمثلية الجنسية وازدواجية الميول الجنسية له علاقة بطبيعة الأسئلة البحثية. وتتم مناقشة دراسات بحثية رئيسية على التوجه الجنسي. تعتمد معظم الدراسات المذكورة أدناه في بيانات التقرير الذاتي، مما يشكل تحديات للباحثين بالتحقيق في موضوع حساس. أهم من ذلك أن الدراسات تميل إلى تشكل مجموعتين من الأسئلة. وتدرس المجموعة الأولى بيانات التقرير الذاتي للتجارب الجنسية المثلية، والجاذبية، بينما تدرس المجموعة الأخرى بيانات التقرير الذاتي للهوية الشخصية كمثلي الجنس أو ثنائي الجنس.

### تغيير التوجه الجنسي
في الماضي أُجريت تجارب عديدة في محاولة لتغيير التوجهات الجنسية (وبالتحديد تحويل الميول المثلية إلى مغايرة)، وذلك بواسطة التحليلات النفسية، الأدوية ووسائل علاج أخرى تُعرف بعلاجات التحويل. لكن الغالبية العظمى من المؤسسات الطبية في مجالات علم النفس والطب النفسي تقول بأن التوجه الجنسي ليس اختياراً وأنه غير قابل للتغيير. هذا الموقف مبني على الخبرة والمعلومات التي اكتُسبت في العقود الأخيرة وعلى فشل كل المحاولات لتغيير التوجه الجنسي بشتى الوسائل.
في العلوم الاجتماعية والسلوكية والطبية والنفسية هناك إجماع على أنَّ المثلية الجنسية طبيعية، وإنها نوع طبيعي من التوجهات الجنسية عند الإنسان. وهي بذلك ليست اضطراباً ولا مرضاً نفسياً. وجدير بالذكر أن تصنيف المثلية في الدليل التشخيصي والإحصائي تغير من كون المثلية أحد أشكال اضطرابات الشذوذ الجنسي (بارافيليا) إلي كونها اضطراب في التوجه الجنسي بناء علي تصويت الأعضاء وليس بناءً على دليل علمي جديد مكتشَف، ولاحقا أسقط المثلية الجنسية من الدليل تماما لتصبح تنوعا طبيعيا طبقا للدليل، على ضوء هذا، الجمعية الأمريكية للأطباء النفسيين وجمعية علم النفس الأمريكية تعارض كل علاج يعتمد على تغيير التوجه الجنسي للمريض، وتنصح من يعاني بسبب توجهه الجنسي باختيار علاجٍ يساعده على التأقلم مع ميوله. في عام 2009 أصدرت الجمعية الأمريكية لعلماء النفس قراراً يدعو إلى الامتناع عن اقتراح علاجات تغيير التوجه الجنسي بأي وسيلة كانت، إذ أُثبت عدم نجاحها، وأُثبت أن هذه العلاجات تسبب أضراراً نفسية على المريض، ومنها الاكتئاب، القلق، وجلد الذات. الجمعية الأمريكية للأطباء النفسيين موقفها مشابه. كما أنَّ قواعد الأخلاقيات المهنية لعلماء النفس وعلماء الجنس والمستشارين التربويين والعاملين الاجتماعيين تنص على عدم تجربة تغيير الميول الجنسية أو اقتراحها. ما من منظمة صحية مهنية توافق على محاولة تغيير الميول الجنسية.
رغم امتناع الهيئات المهنية عن محاولة تغيير التوجه الجنسي، هناك منظمات أخرى دينية وغير دينية تعرض تغييره على المثليين. تستعين هذه المنظمات غالباً بوسائل علاجية دينية[بحاجة لمصدر]. في حين تتبع المنظمات غير الدينية أساليب أخرى، تتضمن فهم المثلية ودوافعها، وتعريف الذكرة وإصلاح اختلال العلاقة بالنموذج الأبوي، تقوية وقبول الذات وعلاج المجموعة وغيرها. الكثير من رجال الدين يشجعون المثليين على عدم الإفصاح عن ميولهم والعيش مع شريك حياة من الجنس الآخر. بالمقابل، الداعمون لحقوق المثليين يشجعونهم على تقبل ميولهم وتحقيقها.

## العلاقات المثلية
العديد من المثليين يقيمون علاقات جنسية مع أشخاص يماثلونهم الجنس، لكن البعض منهم قد يقيم علاقات مغايرة (مع الجنس الآخر)، أو ازدواجية، والبعض لا يقيم أي علاقات على الإطلاق. الأبحاث تشير إلى أن الكثير من المثليين ينجحون بإقامة علاقات ملتزمة ودائمة[بحاجة لمصدر]. على سبيل المثال، نتائج الاستطلاعات تشير إلى أنَّ ما بين 40 و60 بالمئة من الرجال المثليين وما بين 45 و80 بالمئة من النساء المثليات هم في عَلاقات رومانسية مثلية. أظهرت الدراسات أنَّ الأزواج المثليين والأزواج المغايرين متماثلين في الكثير من النواحي الجوهرية، مثل درجات الرضى والالتزام. كما أنَّ الأشخاص المثليين والمغايرين يتشابهون من حيث التوقعات والأهداف فيما يتعلق بالعلاقات الرومانسية.
في حين أظهرت بعض الدراسات الأخرى أن مشكلة العلاقات المثلية تكمن في أن أجزاء الجسم متماثلة وبالتالي لا يوجد تلائم في العلاقة "body parts don’t fit"، ولذلك فإن العلاقات المثلية يكون الاستمتاع فيها فرديا -لأحد الطرفين - وليس مشتركا بين الطرفين في نفس الوقت، تجلي ذلك من خلال أسلوب (دوري - دورك) وأسلوب (أنت تمارس معي - أنا أمارس معك) (بالإنجليزية: your turn-my turn)، حيث يصل كل منهما للشبق الجنسي بصورة منفصلة عن الآخر، كما أن التشابه بين جسمي الطرفين يقلل من العلاقات طويلة المدي، ويخلق شعورا بالحاجة في التنوع، في شكل شركاء آخرين.

## السلوك المثلي لدى الحيوان

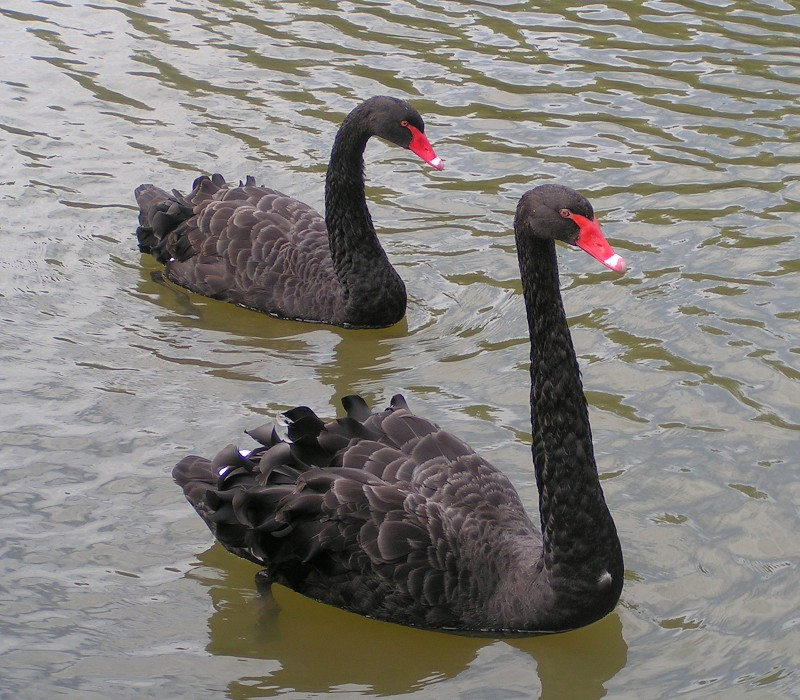
ربع الارتباطات الزوجية عند الإوز الأسود تتألف من ذكرين مثليين أو مزدوِجي الميول.

إنَّ ما يُقصد بالسلوك المثلي عند الحيوان هو ما يُوَثَّق من السلوكيات الجنسية المثلية والازدواجية عند كل الحيوانات فيما عدا البشر. هذه السلوكيات تتضمن التزاوج، طقوس المغازلة، الارتباط الزوجي وتربية النسل. السلوكيات المثلية والازدواجية منتشرة وشائعة في مملكة الحيوان. تمت ملاحظة السلوك المثلي في نحو 1500 نوع من أنواع الحيوانات، التي تراوحت من الرئيسيات إلى الدود الشصي، وقد وثُقت هذه السلوكيات في نحو 500 نوع. السلوك المثلي لدى الحيوانات قد يظهر بأشكال كثيرة ومختلفة، حتى في نفس النوع. لم تُفهم الدوافع لهذه السلوكيات بعد، إذ لم تُستكمل دراستها بعد في معظم الأنواع.
الإوز الأسود هو من الحيوانات التي وُثِّق سلوكها المثلي. لوحظ أنَّ ربع أزواج الإوز الأسود هم أزواج مثليين من الذكور. ويقوم الزوجان المثليان أحياناً بسرقة الأعشاش أو تكوين علاقة ثلاثية مؤقتة مع أنثى الإوز من أجل الحصول على بيوضها ومن ثم يطردانها. وقد لوحظ كذلك أنَّ نسبة كبيرة من ذكور الزراف يمارسون سلوكيات مثلية، إذ تتراوح نسبتهم من 30 إلى 70 بالمئة. أما البونوبو فهم مزدوجو الميول المثلية. يقوم كلا ذكور وإناث البونوبو بممارسة سلوكيات مثلية، وتقريباً 60% من كل النشاطات الجنسية تكون بين الإناث. البونوبو فيه أكبر نسبة من السلوكيات المثلية، لكن هذه السلوكيات تُلاحظ عند كل القردة العليا.
إنَّ ملاحظة السلوك المثلي في حيَوانات غير الإنسان قد تُستعمل بنفس الوقت كحجة تعارض أو تدعم تقبل المثلية الجنسية في الإنسان، وكثيراً ما استُعمِلت كحجة لدحض ادعاء أن المثلية الجنسية «مخالفة للطبيعة».

## مواقف المجتمعات

### الرأي العام
إنَّ نسبة تقبل الميول المثلية قليلة في الدول الآسيوية والإفريقية، بينما نسبة تقبلها عالية في أوربا، أستراليا والأمريكتين. ففي العقود الأخيرة ازداد تقبل المثلية الجنسية في المجتمع الغربي.
في الولايات المتحدة حاولت حملات ضد المثليين الربط بين المثلية الجنسية والتحرش بالأطفال لكن البحوث التجريبية لم تظهر أن لدى المثليين ميولا أكثر من المغايرين للاعتداء على الأطفال. ليس هناك دليل علمي يثبت هذا. بالمقابل، العديد من المعتدين على الأطفال لا يمكن أن يوصفوا بميلهم الجنسي نحو الذكور أو الإناث بأي شكل من الاشكال؛ إنهم مختصون بالاعتداء على الأطفال فقط.

### المجتمعات العربية والإسلامية

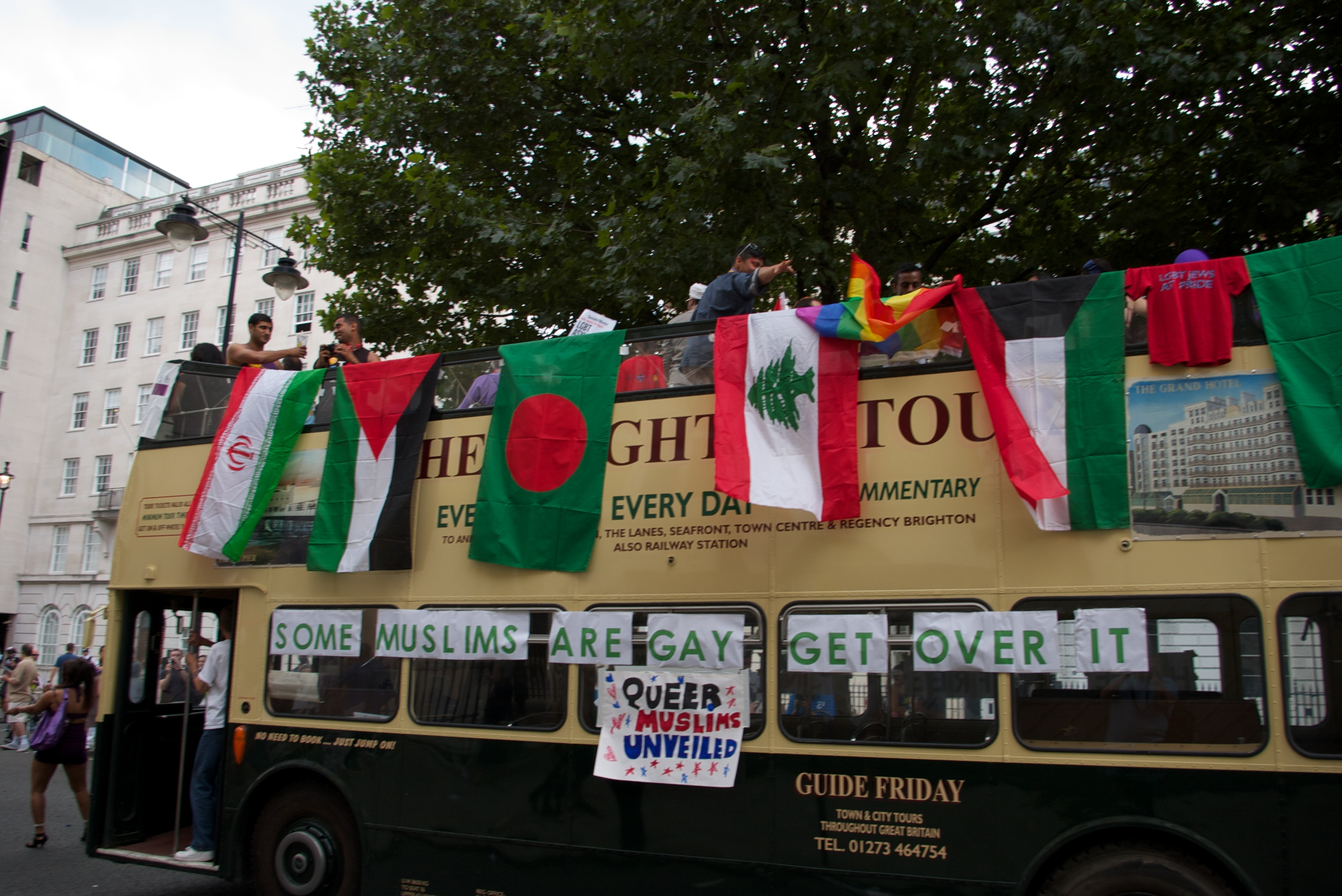
حافلة مثليين مسلمين في مسيرة فخر في لندن. تظهر أعلام: ليبيا، والكويت، ولبنان، وبنغلادش، وفلسطين، وإيران. اللافتة تقول: «بعض المسلمين مثليون، فلتتجاوزوا ذلك».

موضوع المثلية في العالم العربي محظور. رجال الدين يستنكرونه ويعتبرونه خطيئة، الإعلام والأفلام والكتب عامةً تتردد في تناوله بشكل مباشر، وكثيراً ما يشار إليه بأنه «عمل مشين» أو «سلوك شاذ». نتيجة لذلك، غالباً لا يعبِّر المثلييون عن ميولهم علناً، ويبقون الأمر سراً. التحاملات والأفكار المسبقة القمعية تحيط بالمثلية الجنسية، ويُنظر إليها عادةً على أنها ظاهرة شاذة، منفرَّة، غير مقبولة، لا تجوز دينياً، أو مستوردة من الغرب. هذه المواقف المعارضة تظهر على أنها هوموفوبية، ولكنها قد تكون متعلقة بقضايا سياسية، اجتماعية، دينية، أو حضارية.
الحكومات وعامة الناس في العالم العربي غالباً ينكرون وجود المثلية عندهم أو يتجاهلونها، أو يعتبرونها خياراً منحرفاً أو علامة على مرضٍ نفسي. في بعض الحالات يرسل الأهل أولادهم المثليين ليتم «علاجهم» على يد أخصائيين نفسيين أو منظمات دينية. وأحياناً يُجبر المثليون العرب والمسلمون على الزواج من شخص من الجنس الآخر من أجل الحفاظ على سمعة العائلة.
حتى في الدول العربية والإسلامية (أو ذات غالبية مسلمة) التي تشرع المثلية الجنسية، يبقى الموقف منها سلبياً. المنظمات الداعمة للمثليين نادرة في المجتمعات العربية والإسلامية، وعادةً لا تستطيع حماية المثليين من القوانين المُجرِّمة لهم. هذه المنظمات بدأت بالازدياد والنمو حديثاً، ومنها الفلسطينية مثل منظمة القوس وأصوات، واللبنانية مثل حلم وميم، وأخرى عربية عامة مثل جمعية المثليين (GLAS) ومؤسسة العرب الكويريين (QAF)، بالإضافة إلى المنظمات الإسلامية التي تقام في دول إسلامية ودول غربية كالولايات المتحدة وبريطانيا وفرنسا، وهي تتضمن الفاتحة وإيمان ومشروع سفرة.

## السياسة والقانون
| المثلية الجنسية مجرَّمة عقوبة صغيرة عقوبة كبيرة السجن المؤبد عقوبة الإعدام | المثلية الجنسية قانونية الزواج المثلي مسموح الارتباط المثلي مسموح الزواج المثلي الأجنبي يُعترف به الزواج المثلي غير مسموح |

معظم الدول في العالم لا تمنع السلوكيات الجنسية التي تُمارَس بالتراضي بين أشخاص يبلغون سن الرشد ولا تربطهم صلة قرابة. بالإضافة لذلك، بعض السلطات القضائية تعترف بحقوق الأزواج المثليين وبامتيازات البُنى الزوجية المثلية كالزواج المثلي. بالمقابل، السلطات القانونية في بعض الدول تُجرِّم الممارسات المثلية. الخارقون لهذه القوانين قد يواجهون عقوبة الإعدام في بعض الدول، إلا أنَّ هناك فرق كبير بين السياسات الرسمية وبين ما يُنَفَّذ على أرض الواقع.
في أوائل القرن العشرين بدأت بعض دول العالم الغربي برفع التجريم عن السلوكيات المثلية، ومنها بولندا عام 1932، الدنمارك عام 1933، السويد عام 1944، والمملكة المتحدة عام 1967. رغم ذلك، في بعض الدول المتقدمة لم يحصل المثليون على حقوقهم المدنية إلا في منتصف السبعينات. نقطة التحول كانت عام 1973 حين قامت الجمعية الأمريكية للأطباء النفسيين بشطب المثلية الجنسية من الدليل التشخيصي والإحصائي للاضطرابات النفسية، الأمر الذي ألغى تعريفها كاضطراب نفسي أو شذوذ جنسي. خلال الثمانينات والتسعينات سنَّت معظم الدول المتقدمة قوانين تمنع التمييز ضد المثليين في فرص العمل والإسكان والخدمات.
الكثير من دول أفريقيا وآسيا ومنطقة البحر الكاريبي تمنع المثلية الجنسية. في عام 2008 قدَّرت جمعية المثليين العالمية عدد الدول التي تجرِّم المثلية الجنسية في أفريقيا بحوالي 38 دولة، فيما على الأقل 13 دولة تسمح بها. وفي آسيا على الأقل 20 دولة المثلية الجنسية فيها قانونية، ومنها الصين، اليابان، هونغ كونغ، تايلاند، فيتنام، كوريا الجنوبية والهند (منذ عام 2009).
المثلية الجنسية غير قانونية في معظم دول الشرق الأوسط والدول الإسلامية، وقد يشمل ذلك الممارسات الجنسية المثلية أو التعبير العلني عن الميول المثلية. في قطر، الجزائر، أوزبكستان وغيرها يُعاقب المثليين بالسَجن أو بدفع الغرامات. في الإمارات قد يُعاقب المثليين بالسَجن أو الغرامات أو الإعدام. الدول الأخرى التي تطبق عقوبات الإعدام على المثليين هي: السعودية، موريتانيا، شمال نيجيريا، اليمن، السودان وإيران. إيران قد تكون أكثر دولة تقوم بإعدام مواطنيها بسبب المثلية الجنسية، إذ قامت بإعدام أكثر من 4000 مثلياً منذ عام 1979. وقد صرح الرئيس الإيراني محمود أحمدي نجاد أنه لا يوجد مثليين في إيران، ولكن من المحتمل أن الإيرانيين المثليين يمتنعنون عن الإعلان عن ميولهم المثلية تجنباً للعقاب أو لنبذ المجتمع لهم. في مصر يُعتقل الرجال المجاهرون بمثليتهم بموجب قوانين الآداب العامة، كما حدث في قضية كايرو 52، التي اعتقل فيها 52 مثلياً مصرياً بتهمة «ازدراء الأديان وممارسة الشذوذ الجنسي» في ملهى ليلي أقيم على متن قارب في نهر النيل. من جهة أخرى، المثلية الجنسية قانونية في العراق (منذ عام 2003)، تركيا، اندونيسيا، ألبانيا، مالي، طاجيكستان، قيرغيزستان وكازاخستان. وهي قانونية أيضاً في البحرين لمن هم فوق سن الواحد والعشرين منذ عام 1976. في الكويت وأوزبكساتن وقطر العلاقات المثلية بين النساء قانونية، لكنها ممنوعة بين الرجال. في الأراضي الفلسطينية، المثلية الجنسية بين الرجال ممنوعة فقط في غزة. هناك دول ذات أكثرية مسلمة تضمن حقوق المثليين مثل ألبانيا وسيراليون وغينيا بيساو، وكانت هناك نقاشات في ألبانيا حول تقنين الزواج المثلي. وهناك محاولات وجهود في لبنان لتقنين المثلية الجنسية. تُعتبر إسرائيل الدولة الأكثر تسامحاً تجاه المثليين في الشرق الأوسط. وفي السنوات الأخيرة بدأت تقام فيها مواكب فخر مثلية سنوياً في القدس، إيلات، حيفا وتل أبيب، وهذه الأخيرة تعتبر من أكثر المدن المتسامحة تجاه المثلية والمتقبلة لها.

## آراء الأديان في المثلية
تختلف آراء الديانات في المثلية الجنسية وتعاملها معها وتختلف بين الديانات المختلفة والطوائف المختلفة في نفس الديانة، وهي تختلف أيضاً في تحديدها للأنواع المختلفة من المثلية الجنسية وكذلك ازدواجية الميول الجنسية.

### الديانات الإبراهيمية

#### اليهودية

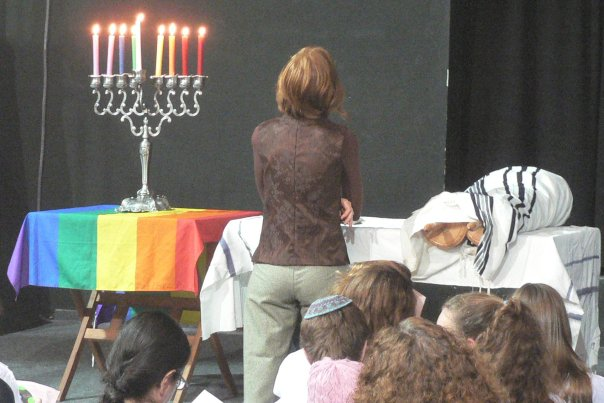
يهود مثليون في كنيس في تل أبيب.

في الديانة اليهودية، تعتبر ممارسة السلوكيات المثلية بين الذكور فاحشة وخطيئة كبيرة يجب الامتناع عنها. عقوبة المخالف هي القتل، رغم أنَّ اليهودية الرابيَّة لم تعد تؤمن بأنَّ من نفوذها تنفيذ أحكام الإعدام.
وقد ذكرت في العهد القديم قصة هلاك مدينتي سدوم وعمورة بسبب خطايا أهلها، ومنها سلوكهم المثلي (كما هو واضح في سفر التكوين، الإصحاح 19)، إذ دمرها وأحرقها الله بالكامل وجعل السماء تمطر ناراً وكبريتا بسبب عدم توبتهم عن خطاياهم.
هناك طوائف يهودية تتقبل المثلية الجنسية والمثليين وتعترف بالزواج المثلي الأحادي، مثل اليهودية الإصلاحية وحركة إعادة إعمار اليهودية واليهودية الليبرالية.

#### المسيحية

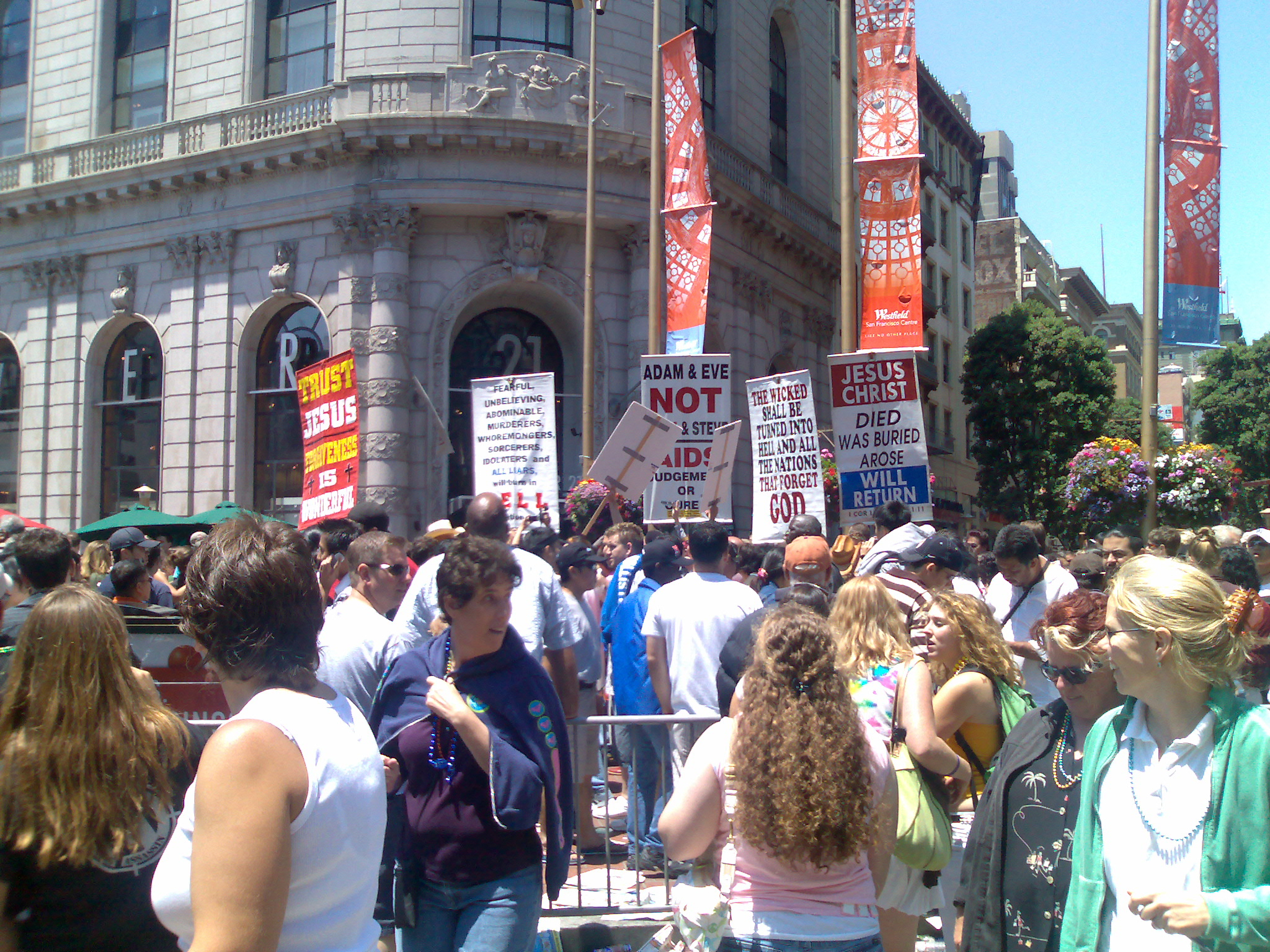
مسيحيون محافظون في مظاهرة معارضة للمثلية الجنسية في مهرجان فخر المثليين، سان فرانسيسكو.

الكتاب المقدس يدين ويأمر بمعاقبة ممارسو المثلية الجنسية، ويشير إليهم بشكل سلبي ويعتبر الممارسة الجنسية المثلية خطيئة وفاحشة وإهانة للأنثى، مليئة بالإثم والزنا والشر والطمع والخبث، كما ذكر بولس الرسول. وفي عدة أماكن في الكتاب المقدس يذكر أنَّ العقوبة هي القتل.
وفي الرسالة الأولى إلى أهل كورنثوس ذكر بولس الرسول أن الذين يمارسون المثلية الجنسية لا يرثون ولا يدخلون ملكوت الله، أي الجنة حسب المعتقد المسيحي، ويقول السيد المسيح: «من بدء الخليقة ذكرا وأنثى خلقهما الله، من أجل هذا يترك الرجل أباه وأمه ويلتصق بامرأته» (آنجيل مرقس 7,6:10). وكما ورد أيضا في (إنجيل متي 19: 4-6)، (أفسس 5: 31)، (التكوين 1: 27)، (تكوين 2: 24).
معظم الطوائف المسيحية تستقبل الذين ينجذبون إلى أشخاص من نفس جنسهم، ولكنها تدين وتعتبر الممارسات المثلية خطيئة وممارسة غير أخلاقية ومخالفة للفطرة وخطيئة. وهذه الطوائف تشمل الكنيسة الكاثوليكية، والكنائس الأرثوذكسية المشرقية والشرقية، وغالبية الكنائس البروتستانتية منها الكنيسة الميثودية، والكنائس الكالفينية والمشيخية، والكنائس المعمدانية، والكنائس الخمسينية، طوائف مسيحية أخرى مثل المورمون وشهود يهوه تعتبر أيضًا النشاط الجنسي المثلي خطيئة.
بعض الطوائف البروتستانتية الأصولية تتخذ مواقف متطرفة ضد المثليين جنسيًا، وقد فسرت هذه الطوائف مقاطع من العهد القديم على أنه لا بد من معاقبة المثليين بالموت. ولقد صُور الإيدز من قبل بعض رجال الدين البروتستانت مثل فريد فيلبس وجيري فالويل على أنه عقاب من الله ضد المثليين جنسيًا.
الكنيسة الكاثوليكية تمنع منح سر الكهنوت للمثليين، ولا تسمح للمثليين من الرجال والنساء دخول سلك الرهبنة. الكنيسة الرومانية الكاثوليكية تفرق بين المثليّة وبين الممارسة المثلية: فلا تعتبر الأول خطيئة، إذ ان الإنسان لا يتحكم بهويته الجنسية ولكنها تعتبر الممارسة المثلية الجنسية خطيئة إذ تراه «ضد القانون الطبيعي».
بعض المسيحيون الليبراليون يدعمون المثليين. وهناك طوائف مسيحية لا تعتبر الزواج المثلي الأحادي أمراً سيئاً، وهذه الطوائف تتضمن: كنسية كندا المتحدة، كنيسة المسيح المتحدة، الكنيسة الأسقفية الأمريكية، الكنيسة الإنجيلية اللوثرية في أمريكا والكنيسة الإنجيلية اللوثرية في كندا. وقد أنشأت كنيسة المجتمع المتروبوليتية، وهي طائفة ذات 40,000 عضو، لخدمة المثليين المسيحيين وفئة الإل جي بي تي المسيحية.

#### الإسلام
ممارسة المثلية الجنسية محرمة بإجماع المسلمين، لورود نصوص في القرآن: في سورة الشعراء ﴿أَتَأْتُونَ الذُّكْرَانَ مِنَ الْعَالَمِينَ ۝١٦٥﴾ [الشعراء:165] والآية ﴿وَتَذَرُونَ مَا خَلَقَ لَكُمْ رَبُّكُمْ مِنْ أَزْوَاجِكُمْ بَلْ أَنْتُمْ قَوْمٌ عَادُونَ ۝١٦٦﴾ [الشعراء:166]. وفي سورة الأعراف، الآية: ﴿وَلُوطًا إِذْ قَالَ لِقَوْمِهِ أَتَأْتُونَ الْفَاحِشَةَ مَا سَبَقَكُمْ بِهَا مِنْ أَحَدٍ مِنَ الْعَالَمِينَ ۝٨٠﴾ [الأعراف:80] والآية : ﴿إِنَّكُمْ لَتَأْتُونَ الرِّجَالَ شَهْوَةً مِنْ دُونِ النِّسَاءِ بَلْ أَنْتُمْ قَوْمٌ مُسْرِفُونَ ۝٨١﴾ [الأعراف:81] وهو يحرم لعلل أخرى حيث يرى بعض المسلمون أن اللواط «إضرار بالصحة والخلق والمثل الاجتماعية وانتكاس للفطرة ونشر للرذيلة وإفساد للرجولة وجناية على حق الأنوثة»، ويرون بها خراب الأسرة وتدميرها.
أقر جمهور فقهاء السنة والصاحبان من الحنفية بأنّ اللائط يعاقب بمثل الزاني، بحيث يرجم المحصن ويجلد غيره. الشافعية يقولون بأن "حد اللواط هو حد الزنى" بدليل ما رواه البيهقي عن أبي موسى الأشعري أن النبي قال: "إذا أتى الرجل الرجل فهما زانيان".المالكية والحنابلة يرون ب"وجوب الرجم في اللواط بغض النظر إذا ما كان الفاعل محصناً أو غير محصن، ويرجم المفعول به أيضاً إن كان بالغاً، راضياً بالفعل". أبو حنيفة خالف فذهب إلى أن "اللوطي يعزّر فقط ولا يحد"، من منطلق إنه لا اختلاط للأنساب بالمثلية، ولا يترتب عليه حدوث مناعات تؤدي إلى القتل، ولا يتعلق به المهر، فليس هو زنى كما يرى". إلا أبي محمد وأبي يوسف من الحنفية فقد أفتيا "أن الحد في اللواطة كالزنى. وفي حالة تكرار اللّواط يقتل حسب ما أفتى معظم الحنفيّة". تختلف المذاهب الفقهية بمن يجوز له تنفيذ الحد، الشائع بينها أن يقوم الإمام أو نائبه بفعل.
اتفق فقهاء المذهب الشيعي على أن اللواط يُعتبر من أشنع المعاصي والذنوب وأشدها حرمةً وقُبحاً وهو من الكبائر التي «يهتزُّ لها عرش الله»، ويستحق مرتكبها سواءً كان فاعلاً أو مفعولاً به القتل، فيما لو دخل القضيبُ أو شيء منه في الدُبُر، وكان كل من الفاعل والمفعول عاقلاً بالغاً مختاراً، ولا فرق بين أن يكون كلاً منهما مُحْصَناً أو غير مُحْصَن، أو مسلماً أو غير مسلم. وعن كيفية إجراء الحد ذهب المشهور إلى أن الحاكم مخيَّرٌ بين أن يضربه بالسيف، أو يحرقه بالنار، أو يلقيه من شاهق مكتوف اليدين والرجلين، أو يهدم عليه جداراً، وله أيضاً أن يجمع عليه عقوبة الحرق والقتل، أو الهدم والإلقاء من شاهق.
التوبة من اللواط وفق المذهب الشيعي الإسلامي: «إذا تاب مرتكب اللواط قبل أن تقوم عليه البينة سقط عنه الحد فاعلاً كان أو مفعولاً، وإذا تاب بعدها لم يسقط عنه الحد. أما إذا أقرَّ باللواط ثم تاب، كان الخيار في العفو وعدمه للامام».

### الديانات الهندية والصينية
- الهندوسية: فيها آراء مختلفة، منها المؤيدة والمحايدة والمعارضة. فعبر التاريخ لم تكن للمجموعات الهندوسية رأي واحد بخصوص المثلية، ولكل منها رأي مذهبي خاص.[201][202][203] من النادر أن يُناقش الجنس في المجتمع الهندوسي، والمواضيع التي تتعلق بالمثلية تعتبر تابو، ولكن هناك قوانين هندوسية تعارض السلوكيات المثلية، فيما بعض الأساطير الهندوسية تتحدث بشكل إيجابي عن العلاقات المثلية بين النساء، ومن هم من الجنس الثالث.[204][205]
- السيخية: ما من رأي مكتوب بخصوص المثلية الجنسية. ولكن قامت سلطة سيخية عام 2005 بوصف المثلية على أنها «معارِضة للديانة السيخية وقوانين السيخية السلوكية، ومخالفة للطبيعة».[206] ولكن ليس كل السيخيين يتبنون هذا الرأي.[207]
- البوذية: وفقاً للأخلاقيات البوذية، لا ينبغي على الشخص أن يرغب بالمتع الحسية، ويجب أن يمتنع عن ارتكاب الفواحش الجنسية. ولكن المصطلح «فواحش جنسية» شامل وغير محدد وخاضع لتفسيرات تعتمد على المعايير الاجتماعية للتابعين. وفي الواقع، البوذية أساساً لا تحدد الخطأ والصواب بشكل مطلق. ولذلك البوذيون لا يعتبرون تحديد ما إذا كانت المثلية مقبولة قضية دينية. ولكن، تقليدياً، السلوك المثلي يعتبر عائقاً أمام التقدم الروحي في معظم المدارس البوذية.
- الكونفوشية: الكونفوشية هي بالأساس ديانة فلسفية سياسية، ولم تركز كثيراً على النواحي الجنسية. ولم يذكر أي شيء عن المثلية في تعاليم كونفوشيوس.[208]
- الطاوية: ما من رأي محدد رسمي بخصوص المثلية. إنَّ عقائد بعض المدارس الطاوية تعتبر المثلية فاحشة جنسية،[209][210] ولكن السلوكيات المثلية شائعة في تاريخ الطاوية.[211] إنَّ آراء المجموعات الطاوية بشأن المثلية الجنسية عادةَ تعكس القيم والمعايير الجنسية الخاصة بالمجتمع الصيني.

## رموز وشعارات

منذ عام 1978، اتُّخِذ علم قوس قزح رمزًا دَوليًّا للمثليين والمثليات.

أكثر الرموز البارزة التي يستعملها الناشطون والمنظمات التي تهتم بمسائل المثليين هي المثلث الوردي  وعلم قوس قزح (علم الفخر) .
المثلث الوردي استخدمه بالأصل النازيون في فترة الهولوكوست لتصنيف المثليين الجنسيين من الرجال في معسكرات الاعتقال، كما استخدموا النجوم الصفراء لليهود، ومثلثات مقلوبة بألوان أخرى للمجرمين والمعتقلين السياسيين وغيرهم. فقد كان اضطهاد المثليين جزءاً من سياسة العنصرية العلمية، ونُفذت بمساعدة البند 175 من القانون الجنائي الألماني الذي وُسِّع في فترة الحكم النازي. ولكن أصبح فيما بعد يُستخدم كشعار غير سلبي للمثليين.
علم قوس قزح ذو الألوان الستة هو شعار معروف لحركات تحرير المثليين الجنسيين، المثليات، مزدوجو الميول الجنسية ومغايري الهوية الجنسية (باختصار «إل جي بي تي»). ألوانه ترمز إلى التنوع والتسامح الذي يدعو إليه. وهو يُعرف باسم علم الفخر، وذلك لأنه يهدف للتعبير عن تقدير هذه المجموعة لأنفسهم وشعورهم بالفخر الذي يرون أنهم حُرموا منه بسبب اختلافهم بميولهم الجنسية أو بهويتهم الجنسية.

## وصلات خارجية
- مثليين ومثلييات وازدوجيي الميول/تاريخ على مشروع الدليل المفتوح
- موسوعة ستانفورد للفلسفة – المثلية الجنسية (بالإنجليزية)